# 段樹榛
段樹榛，山東省濟寧直隸州人，清朝政治人物、進士出身。
光緒十二年（1886年），参加光緒丙戌科殿試，登進士二甲108名。同年五月，著交吏部掣签，分发各省以知县即用。